# Winsumerdiep
Le Winsumerdiep est un canal néerlandais de la province de Groningue.
Le Winsumerdiep relie le Boterdiep à Onderdendam au Reitdiep à Schaphalsterzijl. Le canal forme un reliquat de la Delf, une rivière du Moyen Âge. Les cours sinueux du canal s'explique par l'influence des marées, de l'époque où le Reitdiep était encore directement relié à la mer et subissait les marées.
À l'origine, le Winsumerdiep se jetait dans le Reitdiep près d'Oldenzijl, à l'ouest de Winsum. Cet ancien bras du Winsumerdiep s'appelle désormais Oldenzijlsterdiepje.

## Source
- (nl) Cet article est partiellement ou en totalité issu de l’article de Wikipédia en néerlandais intitulé « Winsumerdiep » (voir la liste des auteurs).